# Pemphigus saliciradicis
Pemphigus saliciradicis är en insektsart som först beskrevs av Carl Julius Bernhard Börner 1950. Enligt Catalogue of Life ingår Pemphigus saliciradicis i släktet Pemphigus och familjen långrörsbladlöss, men enligt Dyntaxa är tillhörigheten istället släktet Pemphigus och familjen pungbladlöss. Arten är reproducerande i Sverige. Inga underarter finns listade i Catalogue of Life.